# HMCS St Catharines
HMCS St Catharines (K325) – kanadyjska fregata z okresu II wojny światowej, jedna ze 135 zbudowanych jednostek typu River. Okręt został zwodowany 6 grudnia 1942 roku w stoczni Yarrow Shipbuilders w Esquimalt, a do służby w Royal Canadian Navy wszedł 31 lipca 1943 roku z numerem burtowym K325. Podczas działań wojennych HMCS „St Catharines” uczestniczył w eskorcie 21 konwojów, a w marcu 1944 roku wspólnie z innymi jednostkami zatopił niemieckiego U-Boota U-744. Jednostka została wycofana ze służby 8 listopada 1945 roku, a od 1950 roku pełniła rolę okrętu meteorologicznego. Okręt został złomowany w Japonii w 1968 roku.

## Projekt i budowa
Projekt okrętu powstał na skutek konieczności budowy jednostek eskortowych przeznaczonych do ochrony konwojów o lepszych parametrach od korwet typu Flower, budowanych masowo w początkowym okresie II wojny światowej. Bazując na rozwiązaniach konstrukcyjnych tych ostatnich, inżynier William Reed zaprojektował jednostki znacznie dłuższe, szersze, wyposażone w siłownię o większej mocy z dwiema śrubami (lecz nadal była to maszyna parowa, znacznie tańsza od nowocześniejszych turbin parowych), co w konsekwencji spowodowało wzrost zasięgu, dzielności morskiej, prędkości i ilości przenoszonego uzbrojenia. Wykorzystanie cywilnych metod budowy i podzespołów dało możliwość masowej i taniej produkcji okrętów nawet w małych stoczniach, w wyniku czego powstało aż 135 fregat typu River. Nowy typ jednostki zwalczania okrętów podwodnych był pierwszym, który został sklasyfikowany jako fregata.
HMCS „St Catharines” zbudowany został w stoczni Yarrow Shipbuilders w Esquimalt. Stępkę okrętu położono 2 maja 1942 roku, a zwodowany został 6 grudnia 1942 roku .

## Dane taktyczno-techniczne
Okręt był oceaniczną fregatą, przeznaczoną głównie do zwalczania okrętów podwodnych. Długość całkowita wynosiła 91,8 metra (86,3 metra między pionami), szerokość 11,2 metra i zanurzenie maksymalne 3,89 metra . Wyporność standardowa wynosiła pomiędzy 1310 a 1460 ton, a pełna 1920–2180 ton . Okręt napędzany był przez dwie maszyny parowe potrójnego rozprężania o łącznej mocy 5500 KM, do których parę dostarczały dwa trójwalczakowe kotły Admiralicji . Dwuśrubowy układ napędowy pozwalał osiągnąć prędkość 20 węzłów . Okręt zabierał maksymalnie zapas 646 ton mazutu, co zapewniało zasięg wynoszący 7200 Mm przy prędkości 12 węzłów (lub 5400 Mm przy prędkości 15 węzłów) .
Uzbrojenie artyleryjskie jednostki składało się z dwóch pojedynczych dział uniwersalnych kal. 102 mm (4 cale) QF HA Mark XIX L/40 . Uzbrojenie przeciwlotnicze składało się z 4–6 pojedynczych działek automatycznych Oerlikon kal. 20 mm Mark II/IV L/70 . Broń ZOP stanowiły: miotacz Hedgehog oraz osiem miotaczy i dwie zrzutnie bomb głębinowych (z łącznym zapasem do 150 bg) . Wyposażenie radioelektroniczne obejmowało radary Typ 271 lub 272, 291 oraz sonary .
Załoga okrętu składała się z 140 oficerów, podoficerów i marynarzy .

## Służba
Okręt wszedł do służby w Royal Canadian Navy 31 lipca 1943 roku, otrzymując numer taktyczny K325. Podczas wojny jednostka uczestniczyła w eskorcie 21 konwojów: HX-265 (listopad 1943 roku), ONS-24, HX-271 (grudzień), ONS-27, ON-220, ON-221, OS-66KM (styczeń 1944 roku), ONS-28, ON-222, HX-279 (luty), HX-280 (marzec), ON-230, HX-287 (kwiecień), ON-235 (maj), HX-292 (maj – czerwiec), ON-240 (czerwiec), HX-297 (czerwiec – lipiec), ON-245 (lipiec), HX-302 (sierpień), ON-250 (sierpień – wrzesień) i HX-307 (wrzesień) .
6 marca 1944 roku „St Catharines”, płynąc w eskorcie konwoju HX-280, na zachód od Irlandii uczestniczył w zdobyciu i zatopieniu (wspólnie z niszczycielami HMCS „Chaudière”, HMCS „Gatineau” i HMS „Icarus” oraz korwetami HMCS „Chilliwack”, HMCS „Fennel” i HMS „Kenilworth Castle”) na pozycji 52°01′N 22°37′W/52,016667 -22,616667 niemieckiego U-Boota U-744, na którym zginęło 12 członków załogi (uratowano 40 osób, które trafiły do niewoli).
W 1944 roku wzmocniono uzbrojenie przeciwlotnicze jednostki, instalując dodatkowe działka kal. 20 mm (od tego momentu fregata była uzbrojona w 10-12 działek Oerlikon kal. 20 mm Mark II/IV L/70 (sześć podwójnych lub cztery podwójne i dwa pojedyncze)  . W 1945 roku dokonano kolejnej modyfikacji uzbrojenia: zdemontowano dwa pojedyncze działa kal. 102 mm, instalując w zamian podwójny zestaw QF Mark XVI L/45 tego samego kalibru  .
Jednostka została wycofana ze służby 8 listopada 1945 roku, a w latach 1950–1957 pełniła rolę okrętu meteorologicznego na Północnym Pacyfiku. Jednostka nosiła od 1950 nowy numer taktyczny – FFE324 . Okręt został złomowany w Japonii w 1968 roku.